# 11373 Carbonaro
11373 Carbonaro là một tiểu hành tinh vành đai chính. Nó có Quỹ đạo lệch tâm là 0.1277985 và vận tốc quỹ đạo là 1193.6034790 ngày (3.27 năm).
Tiểu hành tinh này được phát hiện ngày 17 tháng 8 năm 1998 bởi nhóm nghiên cứu thuộc dự án Nhóm nghiên cứu tiểu hành tinh gần Trái Đất phòng thí nghiệm Lincoln.
Tiểu hành tinh này được đặt tên theo tên của Nicole Jean Carbonaro, người thắng giải Giải thưởng Khoa học và Kỹ thuật Intel 2002.